# Alejandro Marqués
Alejandro José Marqués Méndez (Caracas, Distrito Capital, 4 de agosto de 2000) es un futbolista venezolano nacionalizado español, que juega como delantero en el G. D. Estoril Praia de la Primeira Liga de Portugal. Es internacional con la selección de Venezuela.

## Biografía

### Inicio
Dio sus primeros pasos como futbolista a la temprana edad de 3 años, pero no fue hasta los 5, que ingresó a una escuela oficial de fútbol en su natal Caracas, la Brasil Soccer School, bajo la tutela de sus padres. Alejandro, pasó por varios de los equipos y selecciones más importantes de Venezuela como Deportivo Agustinos, Talentos Franco Rizzi, Fratelsa Sport, Goal FC, Los Arcos y Real Esppor Club (hoy Deportivo La Guaira). A su vez, integró la selección regional del estado Miranda sub-9, sub-10 y sub-11; así como en la de Distrito en la sub-12. Y luego la selección de fútbol sub-15 de Venezuela.
Seguidamente, Marqués llegó a España a la edad de 13 años para recalar específicamente en Cataluña y dar inicio a su posterior profesionalismo en el fútbol al ser fichado en el "Infantil A" del R. C. D. Espanyol.
Ulteriormente, a la temporada de haber aterrizado en tierras catalanas, se fue en la campaña 2014-2015 al Unión de Fútbol Base Jabac i Terrassa, donde en sus tres temporadas fue líder goleador del equipo y le valió una convocatoria con la selección de Cataluña sub-18. Desde ese punto se le dio la llegada al Fútbol Club Barcelona Juvenil "B" para, posteriormente, subir al Fútbol Club Barcelona Juvenil "A" y asentarse.

### F. C. Barcelona "B"
Luego de jugar constantemente con el Juvenil "A" del F. C. Barcelona, le tocaría disputar los cuartos de final de la Liga Juvenil de la UEFA contra el Atlético de Madrid de categoría juvenil. En este partido marcaría un gol junto al jugador Álex Collado para terminar con un resultado a favor de 2-0. Gol y actuación que le valdría al equipo culé la clasificación para la final a cuatro, y a ambos su presencia en el F. C. Barcelona B en el partido que se disputaría contra el Lorca F. C.
En este partido en concreto, Alejandro entraría en el 54' por el jugador Marcus McGuane, haciendo su debut en Segunda División el 17 de marzo de 2018. Partido que más tarde terminaría con un empate 1-1 en el marcador. A pesar de sus buenas actuaciones no pudo hacerse con un puesto formal en el Fútbol Club Barcelona "B" por lo que alternó entre el Juvenil "A" y el equipo filial azulgrana.

### Juventus de Turín
El 25 de enero de 2020 el Fútbol Club Barcelona anunció su traspaso a la Juventus de Turín por 8,2 millones de euros.

#### Cesiones
El 27 de agosto de 2021 fue cedido por la Juventus al Club Deportivo Mirandés de la segunda división española por espacio de una temporada. La siguiente recaló en el G. D. Estoril Praia, equipo al que regresó tras la cesión firmando un contrato hasta 2026.

## Selección nacional

### España
Mientras era elegible para representar a su natal Venezuela, fue convocado a la selección sub-19 de España. Los representó en el Campeonato Europeo de la UEFA Sub-19 2019, anotando un gol en cinco apariciones, y ayudando a su equipo a ganar el título.

### Venezuela
El 15 de junio de 2023 hizo su debut con la selección de Venezuela en un amistoso ante Honduras.

#### Participaciones en clasificatorias para Copas del Mundo
| Eliminatorias                   | Sede       | Resultado   | Posición | Partidos | Goles |
| ------------------------------- | ---------- | ----------- | -------- | -------- | ----- |
| Eliminatorias Norteamérica 2026 | Sudamérica | Por definir |          | 1        | 0     |
| Total                           | Total      | Total       | Total    | 1        | 0     |

### Participaciones internacionales
| Copa            | Sede    | Resultado | Partidos | Goles |
| --------------- | ------- | --------- | -------- | ----- |
| Eurocopa Sub-19 | Armenia | Campeón   | 4        | 1     |

### Goles internacionales en la Eurocopa Sub-19
| N.º | Fecha               | Sede                                                 | Rival   | Marcador | Resultado | Competición             |
| --- | ------------------- | ---------------------------------------------------- | ------- | -------- | --------- | ----------------------- |
| 1   | 14 de julio de 2019 | Estadio Republicano Vazgen Sargsyan, Ereván, Armenia | Armenia | 1–3      | 1–4       | Eurocopa Sub-19 de 2019 |

### Partidos con la selección absoluta
Actualizado hasta el 10 de mayo de 2025.
| Partidos internacionales | Partidos internacionales | Partidos internacionales                                                | Partidos internacionales | Partidos internacionales | Partidos internacionales | Partidos internacionales | Partidos internacionales | Partidos internacionales | Partidos internacionales          |
| N.º                      | Fecha                    | Estadio                                                                 | Local                    | Resultado                | Visitante                | Goles                    | Asistencias              | Entrenador               | Competición                       |
| ------------------------ | ------------------------ | ----------------------------------------------------------------------- | ------------------------ | ------------------------ | ------------------------ | ------------------------ | ------------------------ | ------------------------ | --------------------------------- |
| 1                        | 16 de junio de 2023      | Audi Field, Washington, D. C.                                           | Honduras                 | 0-1                      | Venezuela                |                          |                          | Fernando Batista         | Amistosos                         |
| 2                        | 18 de junio de 2023      | Pratt & Whitney Stadium at Rentschler Field, East Hartford, Connecticut | Guatemala                | 0-1                      | Venezuela                |                          |                          | Fernando Batista         | Amistosos                         |
| 3                        | 21 de junio de 2021      | Estadio Metropolitano Roberto Meléndez, Barranquilla                    | Colombia                 | 1-0                      | Venezuela                |                          |                          | Fernando Batista         | Clasificatorias Norteamérica 2026 |
| Total                    | Total                    | Total                                                                   | Presencias               | 3                        | Goles                    | 0                        | 0                        |                          |                                   |

| Selección venezolana | Selección venezolana | Selección venezolana | Selección venezolana |
| Año                  | Partidos             | Goles                | Asistencias          |
| -------------------- | -------------------- | -------------------- | -------------------- |
| 2023                 | 3                    | 3                    | 0                    |
| Total                | 3                    | 0                    | 0                    |

## Estadísticas

### Clubes
- Actualizado hasta el 11 de agosto de 2025.[13]

| Club | Div.          | Temporada     | Liga  | Liga  | Copas nacionales(1) | Copas nacionales(1) | Copas internacionales | Copas internacionales | Total | Total | Media goleadora(2) |
| Club | Div.          | Temporada     | Part. | Goles | Part.               | Goles               | Part.                 | Goles                 | Part. | Goles | Media goleadora(2) |
| --- | ------------- | ------------- | ----- | ----- | ------------------- | ------------------- | --------------------- | --------------------- | ----- | ----- | ------------------ |
| F. C. Barcelona "B" · España                                                                                                   | 2.ª           | 2017-18       | 5     | 0     | ―                   | ―                   | ―                     | ―                     | 5     | 0     | 0                  |
| F. C. Barcelona "B" · España                                                                                                   | 2.ª B         | 2018-19       | 6     | 1     | ―                   | ―                   | ―                     | ―                     | 6     | 1     | 0,17               |
| F. C. Barcelona "B" · España                                                                                                   | 2.ª B         | 2019-20       | 11    | 0     | ―                   | ―                   | ―                     | ―                     | 11    | 0     | 0                  |
| F. C. Barcelona "B" · España                                                                                                   | Total club    | Total club    | 22    | 1     | 0                   | 0                   | 0                     | 0                     | 22    | 1     | 0,05               |
| Juventus F. C. sub-23 · Italia                                                                                                 | 3.ª           | 2019-20       | 3     | 1     | ―                   | ―                   | ―                     | ―                     | 3     | 1     | 0,33               |
| Juventus F. C. sub-23 · Italia                                                                                                 | 3.ª           | 2020-21       | 26    | 7     | ―                   | ―                   | ―                     | ―                     | 26    | 7     | 0,27               |
| Juventus F. C. sub-23 · Italia                                                                                                 | Total club    | Total club    | 29    | 8     | 0                   | 0                   | 0                     | 0                     | 29    | 8     | 0,28               |
| C. D. Mirandés · España | 2.ª           | 2021-22       | 29    | 7     | 3                   | 3                   | ―                     | ―                     | 32    | 10    | 0,31               |
| C. D. Mirandés · España | Total club    | Total club    | 29    | 7     | 3                   | 3                   | 0                     | 0                     | 32    | 10    | 0,31               |
| G. D. Estoril Praia Portugal                                                                                                   | 1.ª           | 2022-23       | 15    | 3     | 4                   | 2                   | ―                     | ―                     | 19    | 5     | 0,26               |
| G. D. Estoril Praia Portugal                                                                                                   | 1.ª           | 2023-24       | 31    | 9     | 6                   | 1                   | ―                     | ―                     | 37    | 10    | 0,27               |
| G. D. Estoril Praia Portugal                                                                                                   | 1.ª           | 2024-25       | 33    | 11    | 1                   | 0                   | ―                     | ―                     | 34    | 11    | 0,32               |
| G. D. Estoril Praia Portugal                                                                                                   | 1.ª           | 2025-26       | 1     | 0     | 0                   | 0                   | ―                     | ―                     | 1     | 0     | 0                  |
| G. D. Estoril Praia Portugal                                                                                                   | Total club    | Total club    | 80    | 23    | 11                  | 3                   | 0                     | 0                     | 91    | 26    | 0,29               |
| Total carrera | Total carrera | Total carrera | 160   | 39    | 14                  | 6                   | 0                     | 0                     | 174   | 45    | 0,26               |
| (1) Incluye datos de Copa del Rey, Copa de Portugal y Copa de la Liga de Portugal. (2) No incluye goles en partidos amistosos. |               |               |       |       |                     |                     |                       |                       |       |       |                    |

## Palmarés

### Títulos internacionales
| Título                  | Club (*)                    | Sede    | Año  |
| ----------------------- | --------------------------- | ------- | ---- |
| Liga Juvenil de la UEFA | F. C. Barcelona Juvenil "A" | Nyon    | 2018 |
| Eurocopa Sub-19         | España                      | Armenia | 2019 |

(*) Incluyendo la selección.